# Zerzabelshofer Forst
Zerzabelshofer Forst – obszar wolny administracyjnie (gemeindefreies Gebiet) w Niemczech w kraju związkowym Bawaria, w rejencji Środkowa Frankonia, w regionie Industrieregion Mittelfranken, w powiecie Norymberga. Obszar jest niezamieszkany.